# Allanit
Allanit, tidigare ortit, är numera ett samlingsnamn för olika mineral i allanit-undergruppen med den idealiserande formeln (Ca,REE)Al2Fe2+[Si2O7][SiO4]O(OH) där REE står för en dominerande sällsynt jordartsmetall; cerium Ce, lantan La, neodym Nd eller yttrium Y. Även andra sällsynta jordartsmetaller kan ingå i lägre halt. Allanitgruppen ingår i epidotsupergruppen. En stor mängd andra grundämnen såsom torium, uran, zirkonium, fosfor, barium och krom också förekomma. Det är omdiskuterat vad som i litteraturen egentligen menas med allanit.
Mineralet upptäcktes år 1810 och är uppkallat efter den skotske mineralogen Thomas Allan.

## Egenskaper
Det Internationella Mineralologiska Sällskapet särskiljer fyra varianter som domineras av respektive jordartsmetall nämligen allanit-(Ce), allanit-(La), allanit-(Nd) och allanit-(Y).
Mineralen bildar svarta, bruna eller gula kristaller som kan ha tavel- eller nålform. 
Förekomsten av radioaktiva element i mineralen har i vissa fall påverkat deras struktur och därmed egenskaper såsom densitet och ljusbrytning. Allanit kan vara pyrognomiskt, vilket innebär att det blir glödande vid en relativt låg temperatur av ca 95 °C.

## Förekomst
Allanit förekommer främst i amorfa lerrika sediment och i magmatiska bergarter.
Allanit förekommer också  i små mängder i granit-pegmatitgångar och har hittats vid Bastnäs i Västmanland, Åskagens kvartsbrott i Värmland och Finnbo vid Falun där man funnit kristaller av över 0,3 m längd, samt Ytterby i Stockholms skärgård.
Kända förekomster finns på Island och Grönland och vid Arendal i Norge har man funnit massiva stycken.

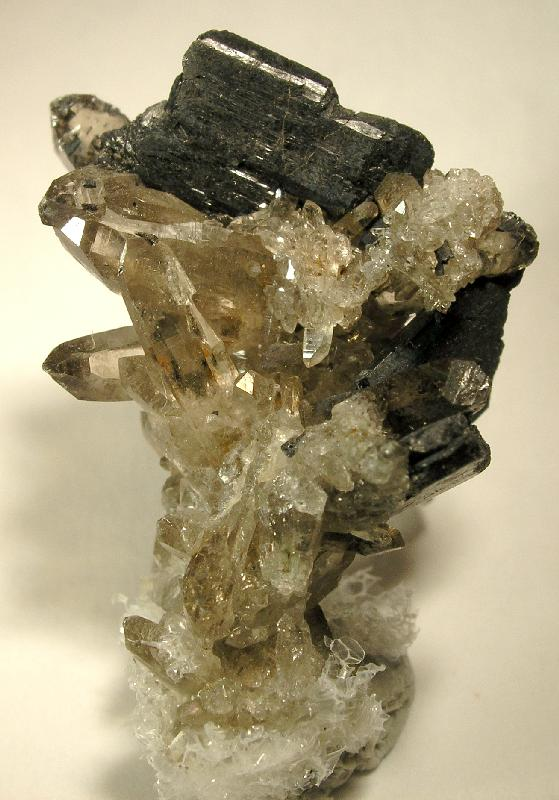
Allanitkristaller på rökkvarts från New Mexico, USA

## Användning
Innehållet av sällsynta jordartsmetaller i allanit är upp till 20 % varför allanit är en värdefull källa för utvinning av dessa.